# Capelopterum ranula
Capelopterum ranula är en insektsart som beskrevs av Ronald Gordon Fennah 1950. Capelopterum ranula ingår i släktet Capelopterum och familjen sköldstritar. Inga underarter finns listade i Catalogue of Life.